# Kamienica przy ulicy św. Mikołaja 40 we Wrocławiu
Kamienica przy ulicy św. Mikołaja 40 – zabytkowa narożna kamienica o średniowiecznym rodowodzie znajdująca się przy ul. św. Mikołaja 40 we Wrocławiu, u wylotu ulicy Wszystkich Świętych; obecnie budynek plebanii parafii Narodzenia Przenajświętszej Bogurodzicy, należącej do Polskiego Autokefalicznego Kościoła Prawosławnego.

## Historia kamienicy

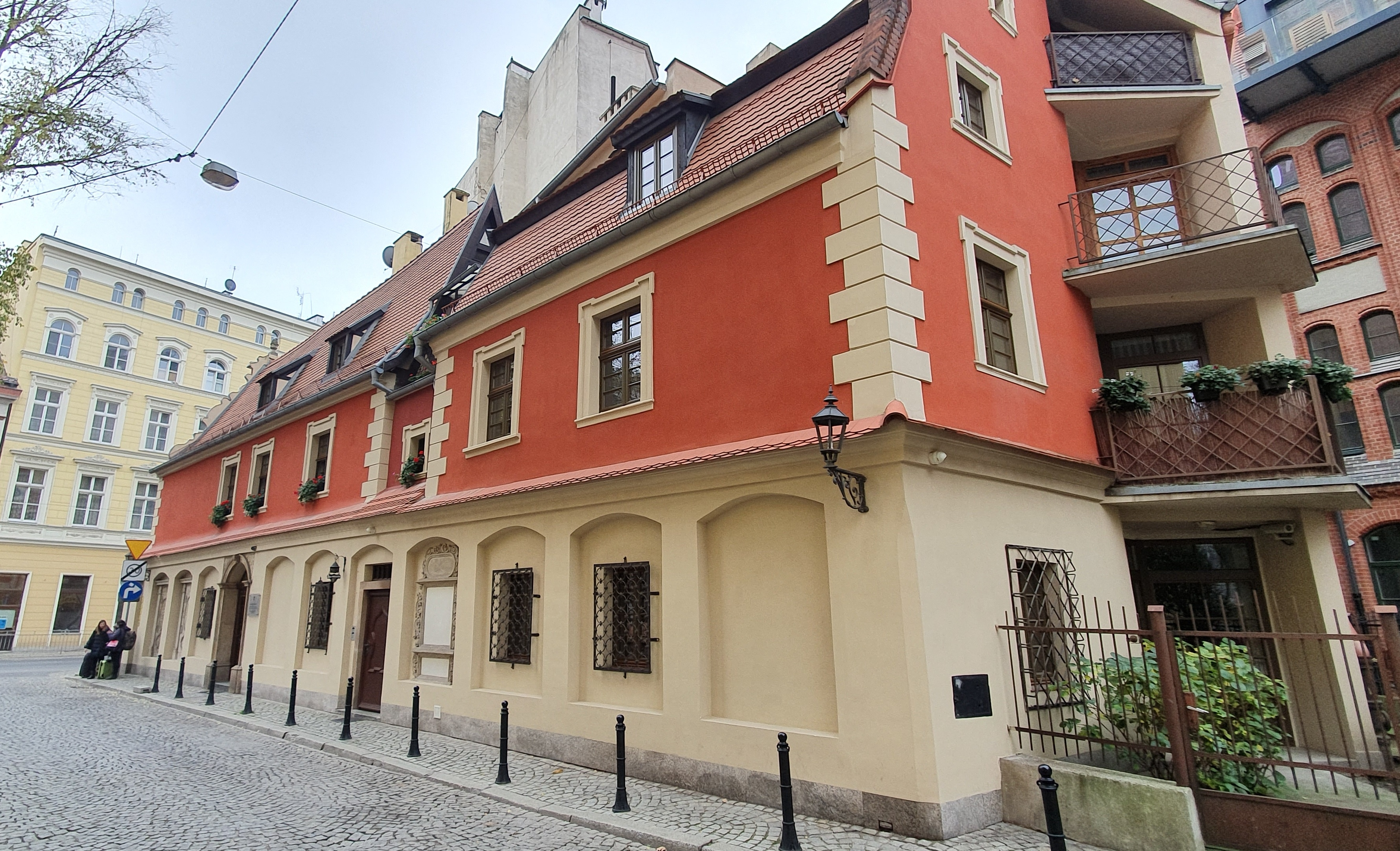
Elewacja wschodnia kamienicy

Kamienica wraz z trzema innymi przyległymi kamienicami została wzniesiona w okresie średniowiecza (pod koniec XIV wieku), a jej działka znajduje się pomiędzy dawnym pierwszym i drugim pasem umocnień w pobliżu Bramy Mikołajskiej. W domu, w drugiej połowie XV wieku mieszkał Jan Jeger, opiekun  szpitala św. Barbary mieszczący się naprzeciwko zespołowi kamienic, u zbiegu ulicy św. Mikołaja i Ruskiej.  tym samym okresie kamienica była obciążona czynszem trzech grzywien należącym do osoby duchownej. 
Obecny budynek został wzniesiony w 1690 roku. Jego budowniczym – a być może i właścicielem – był Mathias Biener. Dwukondygnacyjny budynek miał również dwukondygnacyjny szczyt wykonany w manierystycznym stylu, być może będącym pozostałością po wcześniejszym budynku. Na nim znajdowała się data 1690. Rollwerkowe manierystyczne motywy wykańczające szczyt zostały zaakcentowane niewielkimi jeszcze wolutami będącymi charakterystycznymi elementami architektonicznymi późniejszych barokowych fasad. Fasada drugiej kondygnacji była trzyosiowa. Otwory okienne na wszystkich kondygnacjach miały uszakowe obramienia ustawione na cokołach ozdobionych lustrami o ćwierćkoliście wyciętych narożnikach. Pomiędzy kondygnacjami znajdował się pasowy gzyms. Plan budynku był trzytraktowy z klatką schodową w trakcie środkowym. W 1874 zmianom uległy witryny. 
W 1936 kamienica została wyremontowana i poddana pracom konserwatorskim, o czym informuje piaskowa tablica w wejściu do budynku. W tym samym czasie odsłonięto belkowy strop i przeniesiono z fasady barokowe drzwi z dekoracją snycerską na boczną elewację, w miejsce obramienia dawnego epitafium. Drzwi, do dziś zachowane, są jedynym we Wrocławiu przykładem snycerskiej dekoracji wykorzystującej ornament chrząstkowo-małżowinowy. Ów ornament otacza ujęte w uszakową profilowana ramę środkowe pole, w którym pośrodku umieszczona jest figura przedstawiająca dym lub płomienie. Tego typu stylizacja mogła nawiązywać do biblijnej interpretacji obecności Boga („Księga Wyjścia”) lub do ognia jako ogniska domowego.
Wschodnia elewacja budynku była jednocześnie murem dawnego cmentarza św. Barbary, na którym znajdowały się epitafia. Obecnie przylega bezpośrednio do ulicy Wszystkich Świętych.

## Po 1945
Po 1945 wnętrza kamienicy pozbawiono wszelkich zabytkowych elementów architektonicznych. Wyremontowana została przylegająca oficyna i połączono ją z oficyną domu nr 42. W pełni zachowana zabudowa działki nr 4 wraz z oficynami bocznymi i tylnymi jest unikalnym przykładem ciągłych zmian, przebudowań i przemian zabudowy mieszkalnej na przełomie kilku wieków.